# Cymophorus quadripunctatus
Cymophorus quadripunctatus är en skalbaggsart som beskrevs av Ernst Gustav Kraatz 1899. Cymophorus quadripunctatus ingår i släktet Cymophorus och familjen Cetoniidae. Inga underarter finns listade i Catalogue of Life.